# Parascopas monnei
Parascopas monnei är en insektsart som beskrevs av Ronderos 1982. Parascopas monnei ingår i släktet Parascopas och familjen gräshoppor. Inga underarter finns listade i Catalogue of Life.